# Pétrel de Solander
Pterodroma solandri
Espèce
Statut de conservation UICN

 LC D2 : Préoccupation mineure
Le Pétrel de Solander (Pterodroma solandri) est une espèce d'oiseaux de la famille des Procellariidae.
Son nom commémore le botaniste suédois Daniel Solander (1733-1782).
Cet oiseau niche uniquement sur l'île Lord Howe.